# رود آرکانزاس
 رود آرکانزاس رودی است به رودخانه میسیسیپی می‌ریزد. این رود از کشور ایالات متحده آمریکا می‌گذرد.

## نگارخانه

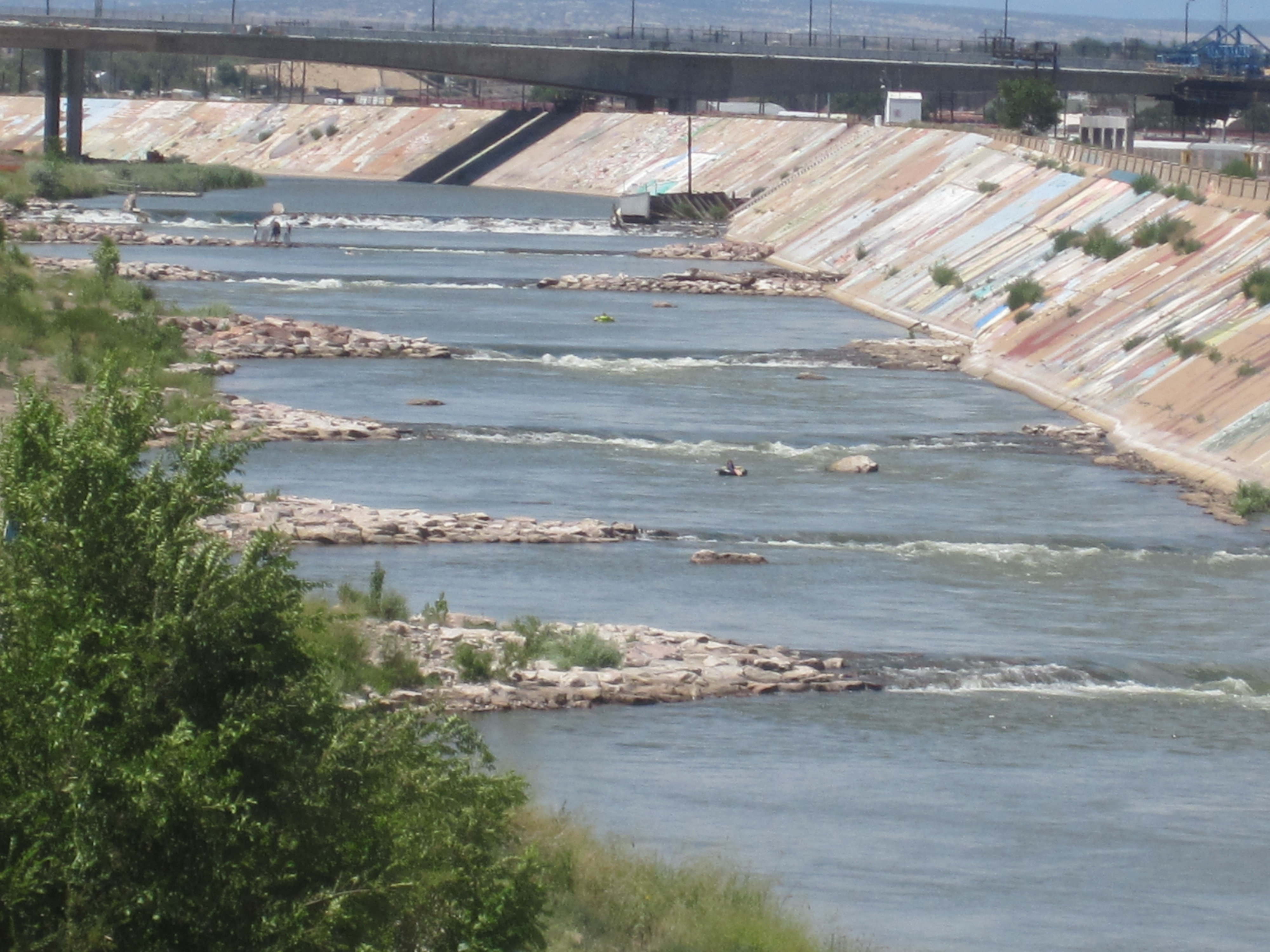
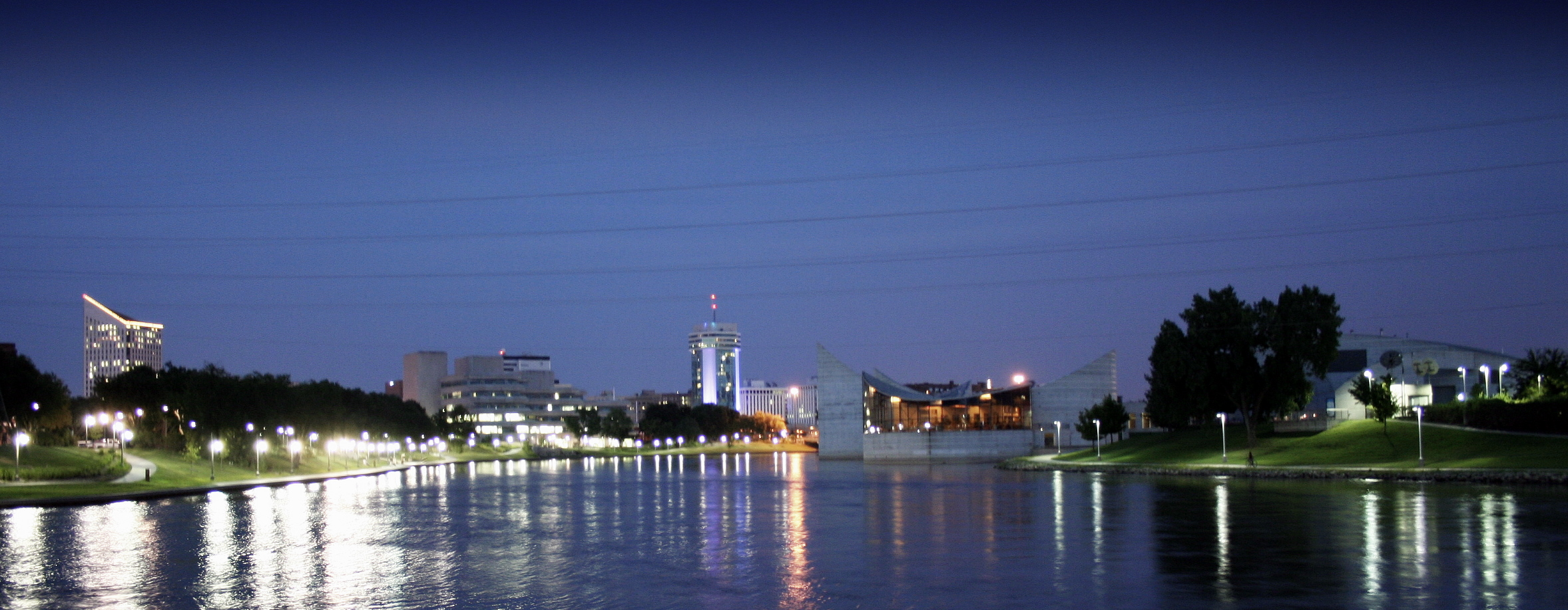
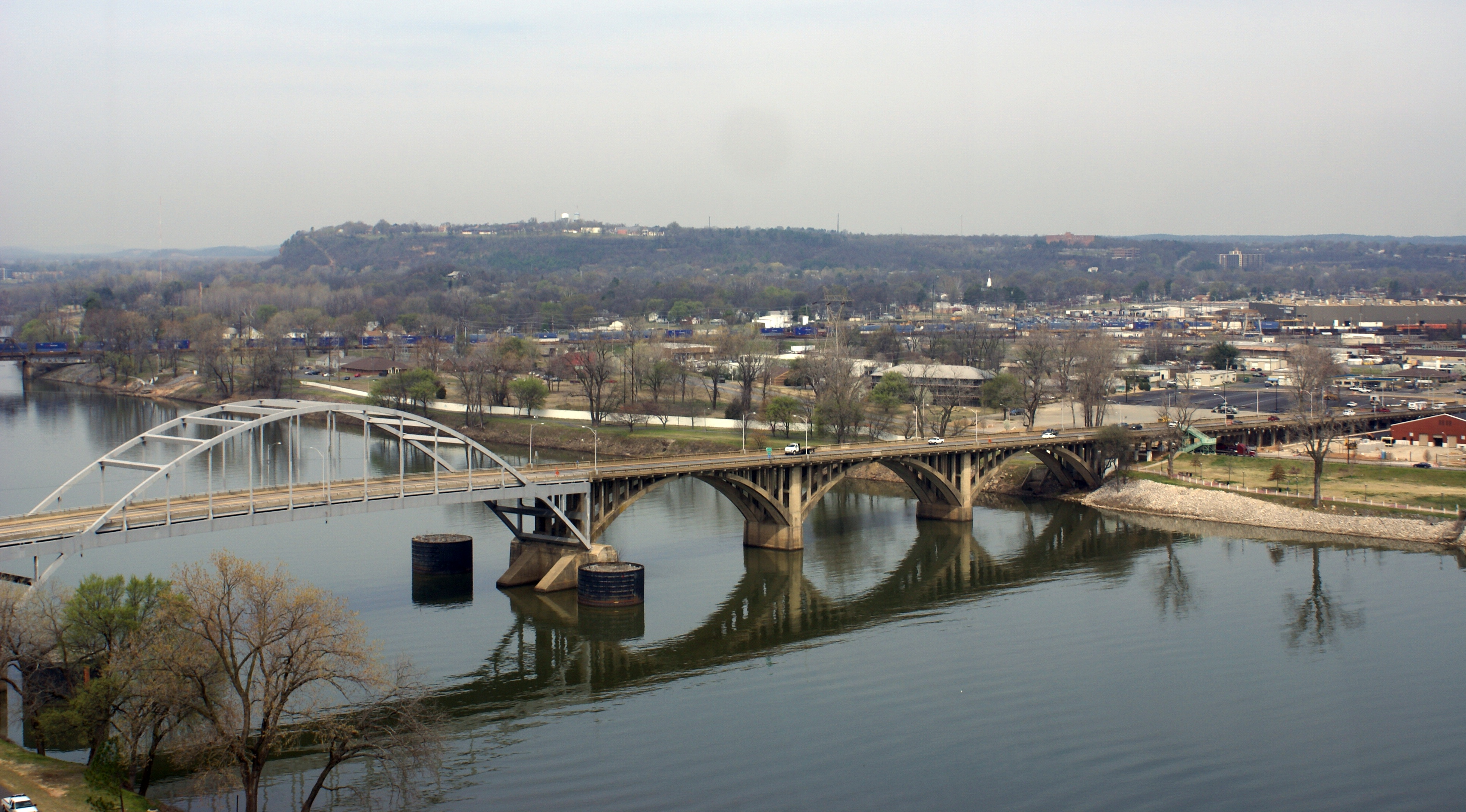
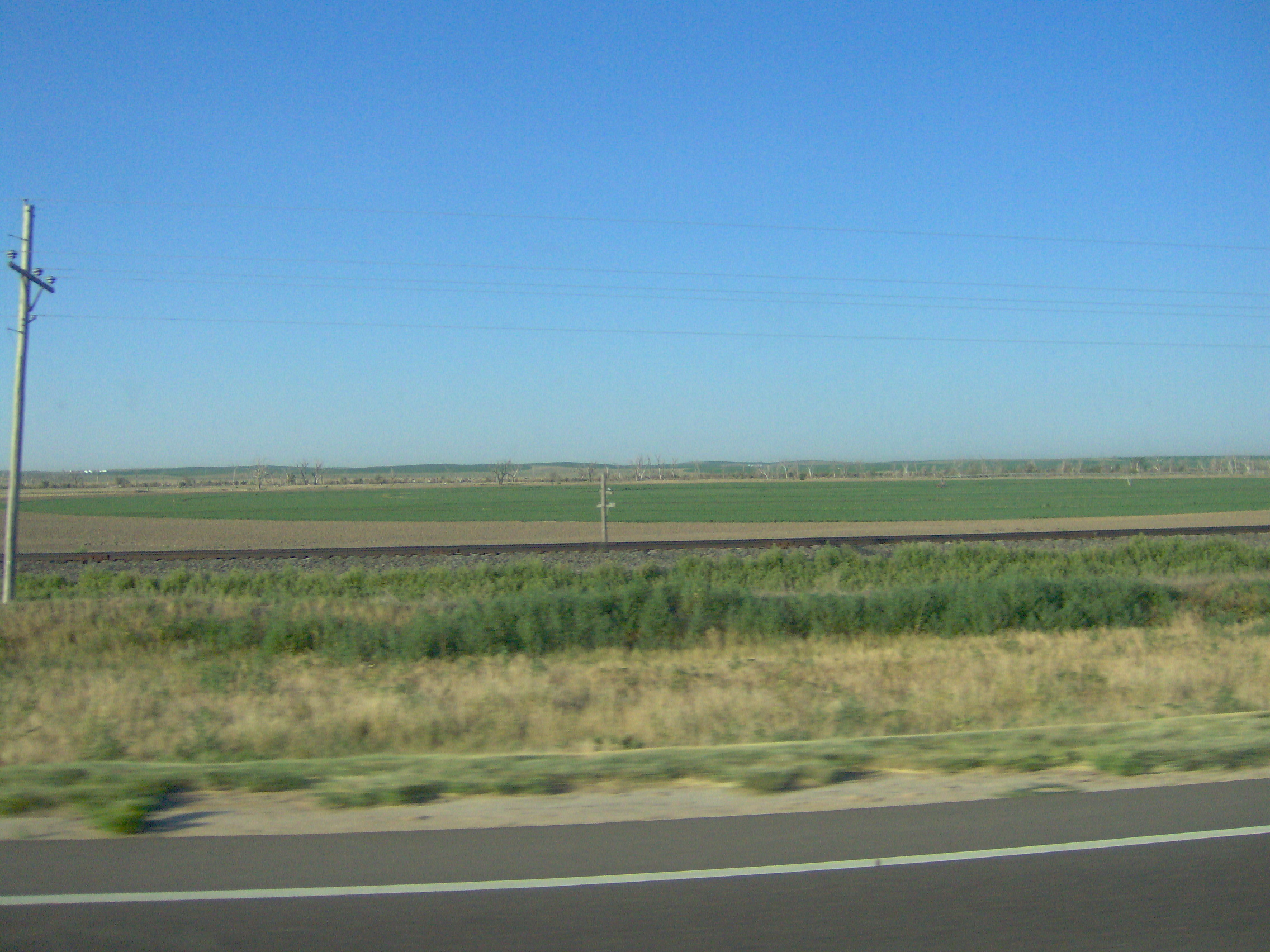
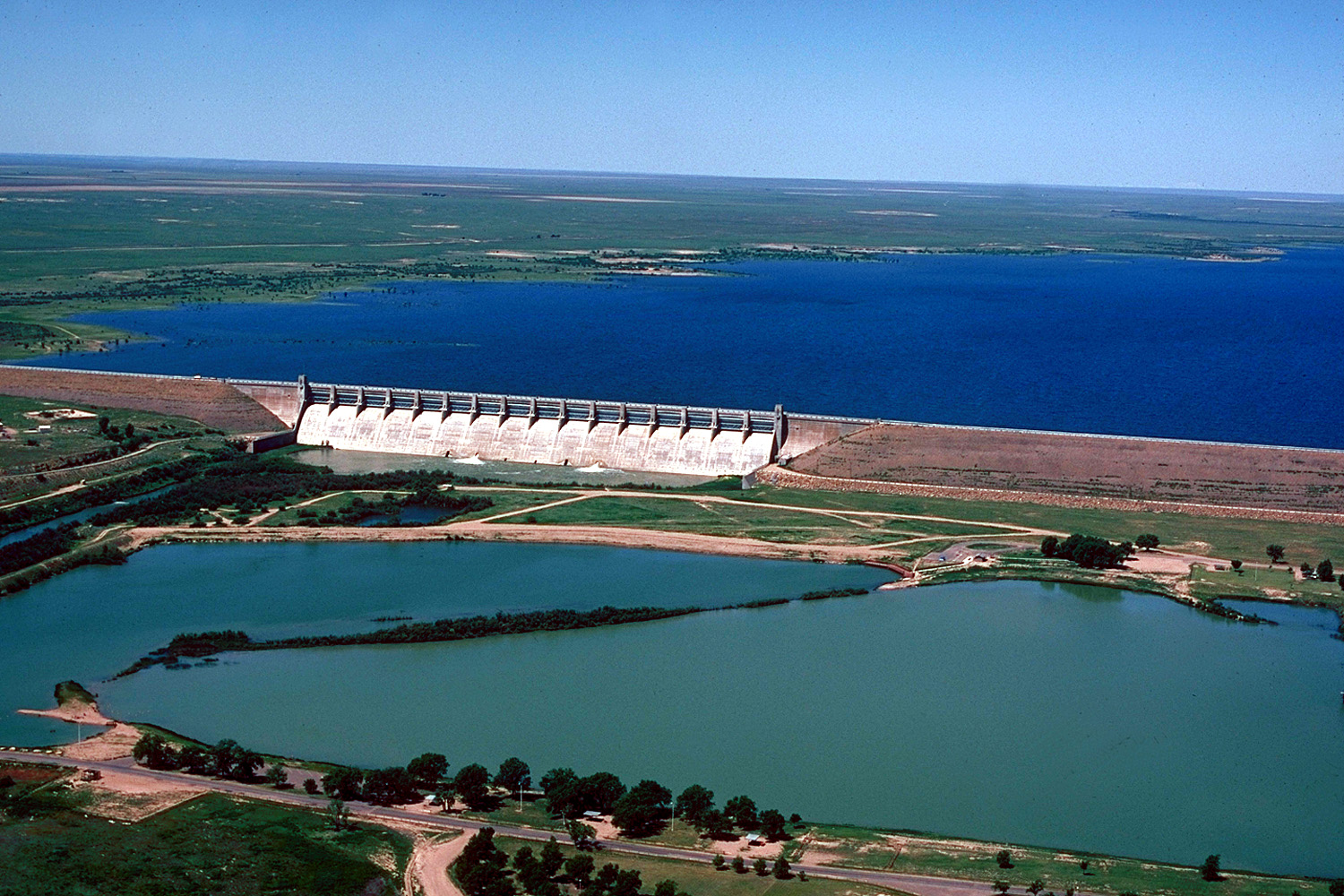
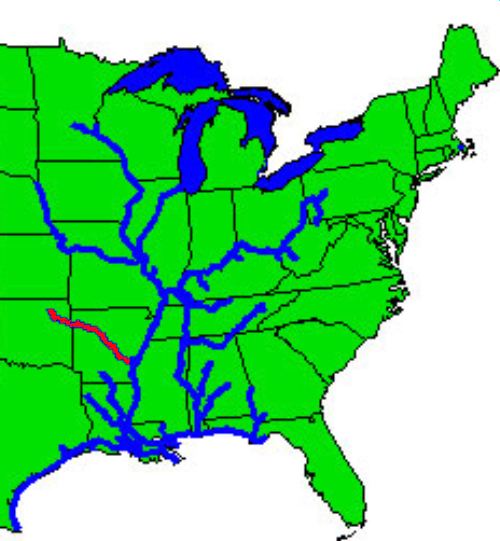
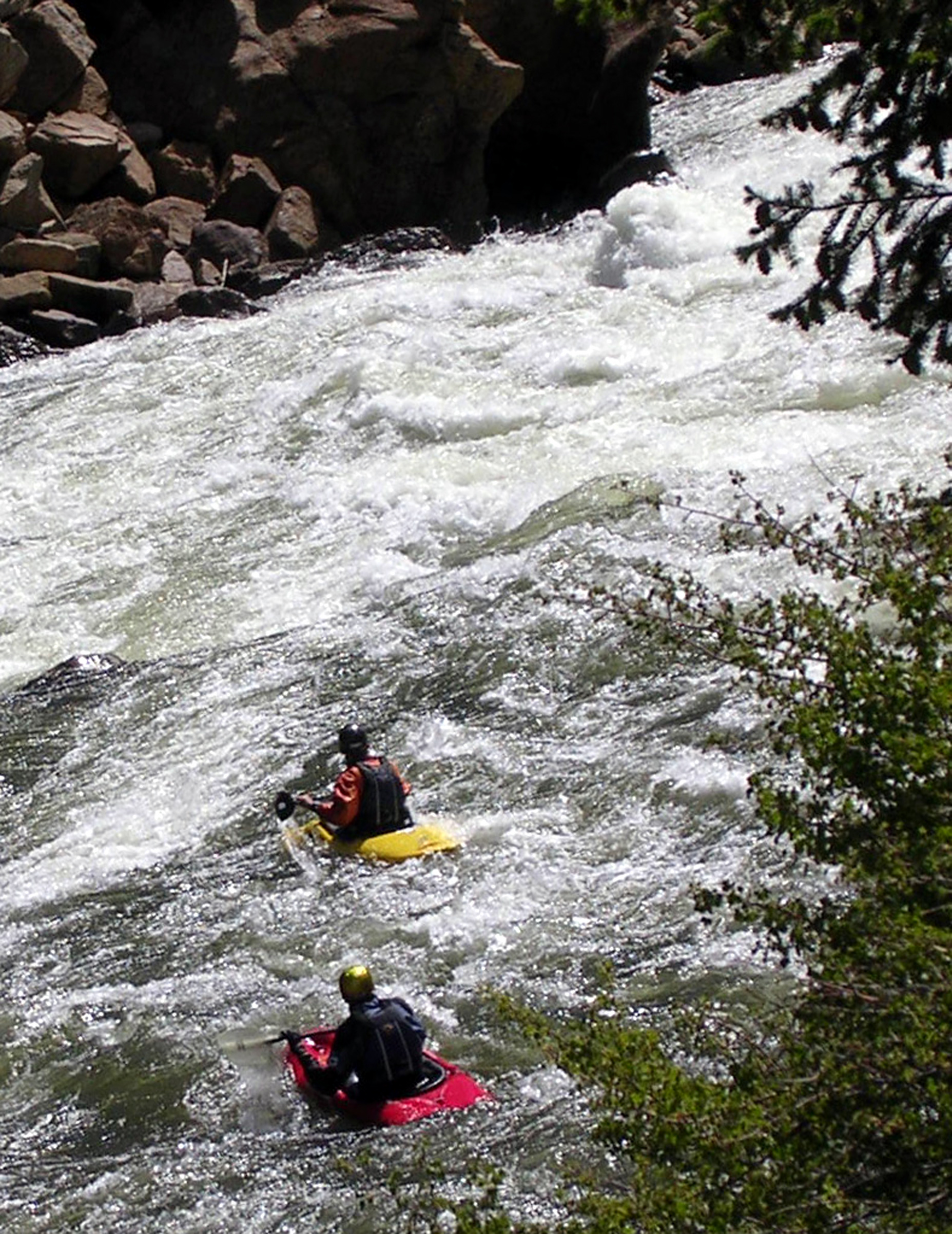
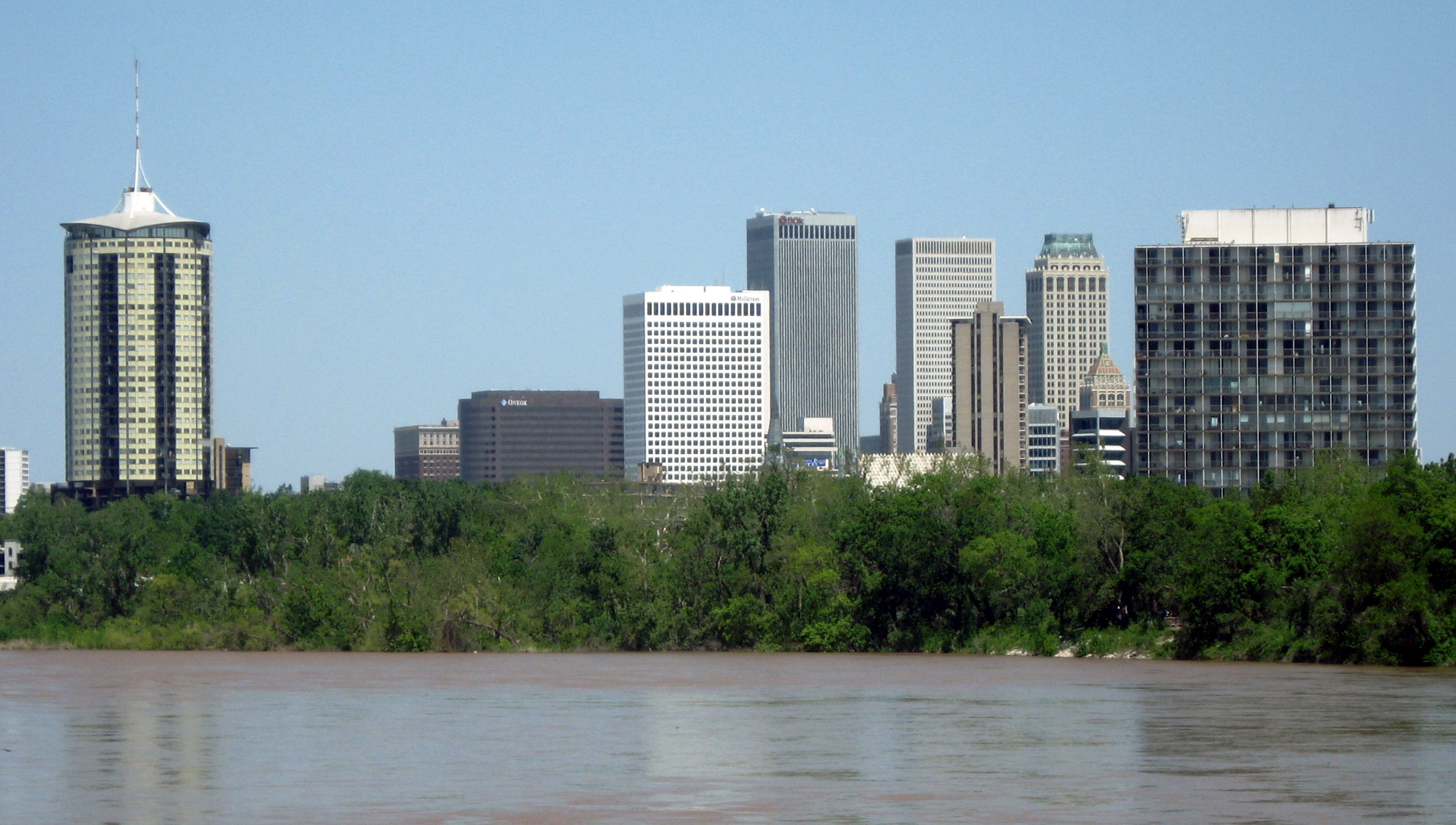
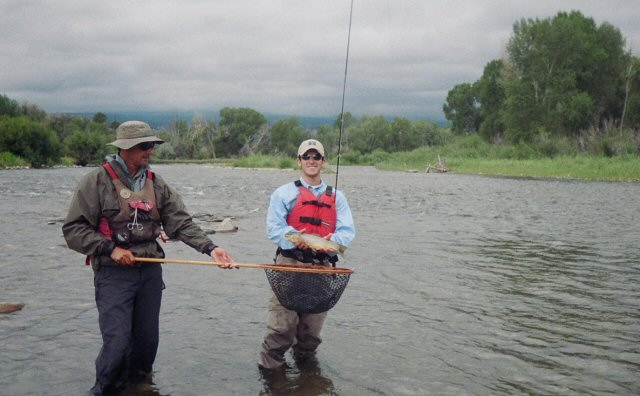
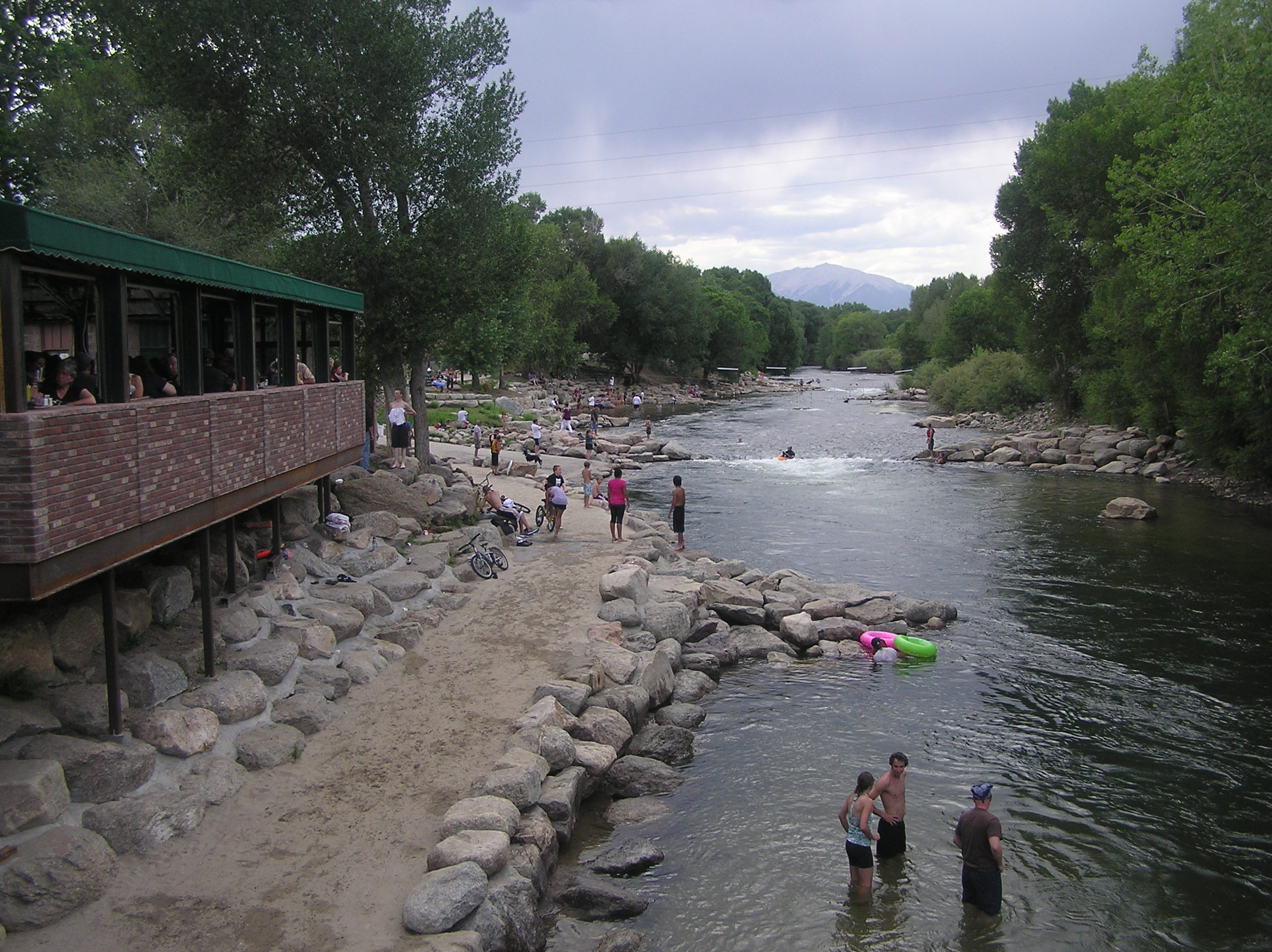
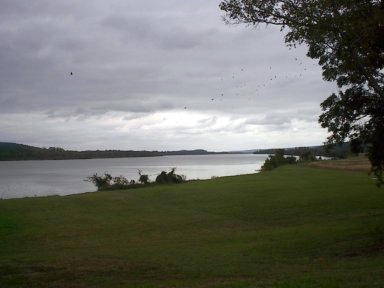
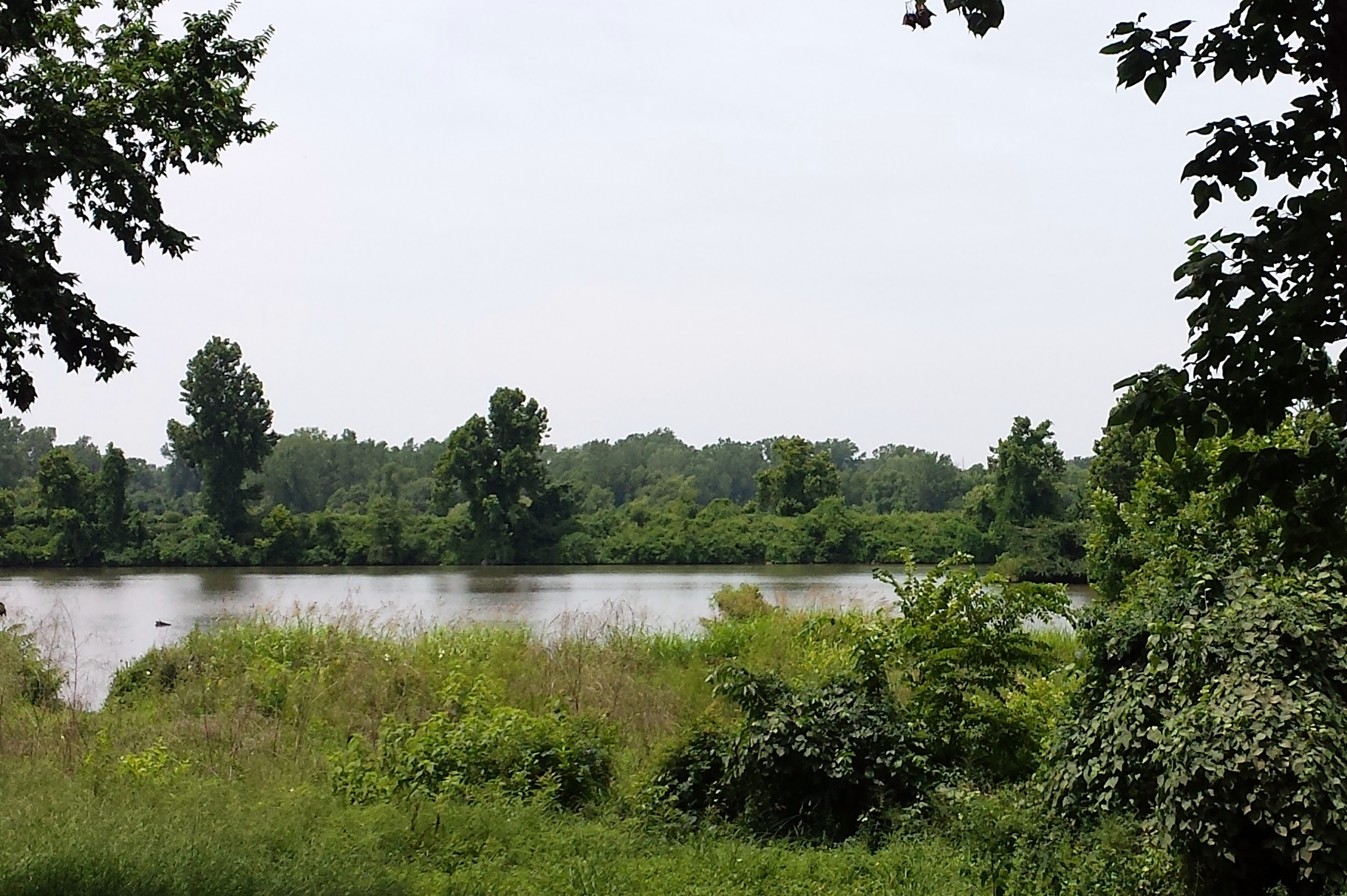